# Backåkra

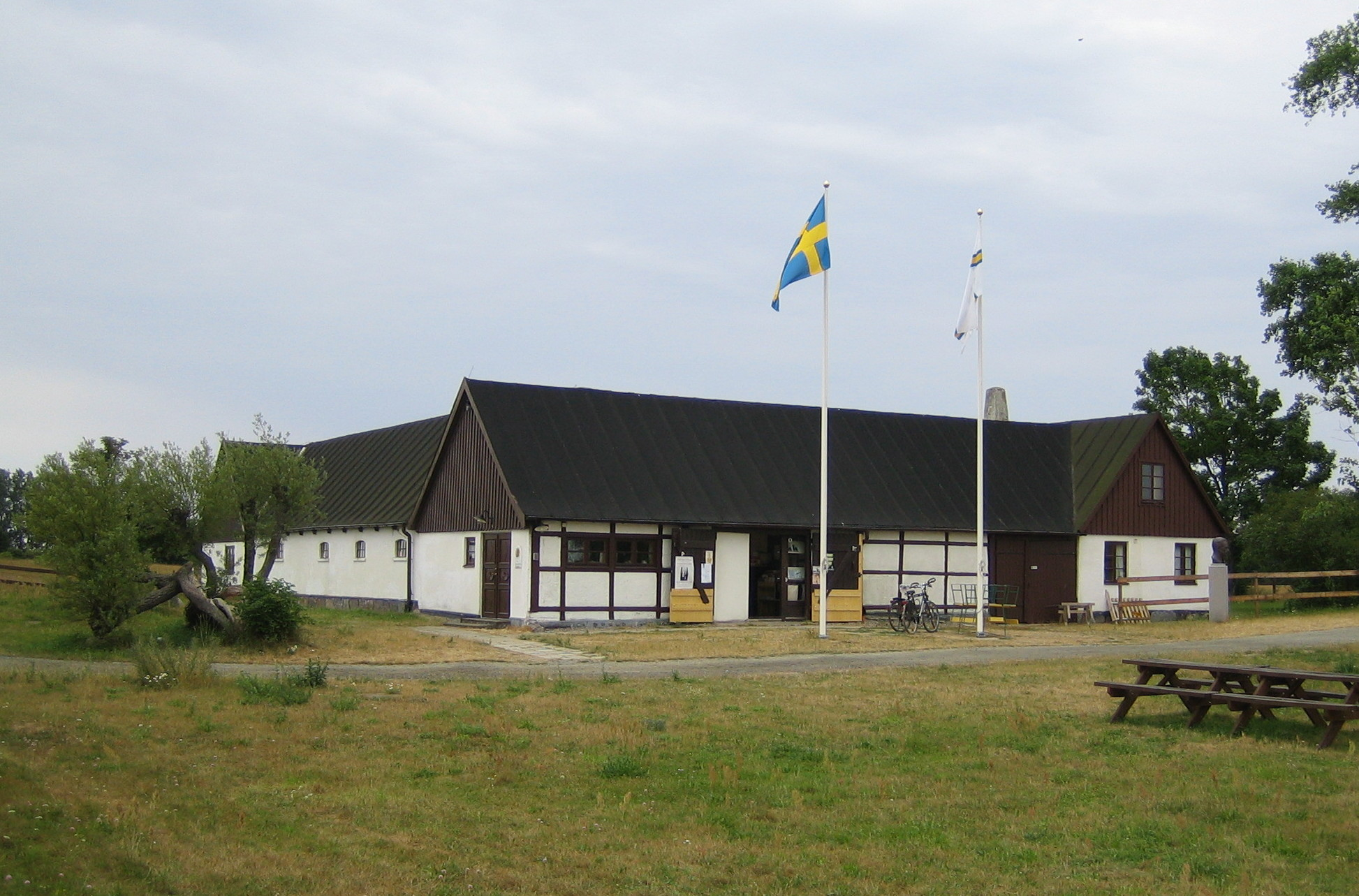
Schwedische Akademie in Backåkra

Backåkra ist ein für die südschwedische Region Schonen typischer Vierseithof (fyrlängad Skånegård), gelegen zwischen dem Strandbad von Löderup und Sandhammaren in der Gemeinde Ystad. Er befindet sich in einem Heide- und Waldgebiet, unterhalb dessen sich Sanddünen erstrecken, die landseitig von einem Kiefernwald abgegrenzt werden.
Backåkra geht zurück auf ein Gehöft. 1957 erwarb der damalige UN-Generalsekretär Dag Hammarskjöld den Hof und renovierte ihn, um ihn als Sommersitz zu nutzen. Die schwedische Wandervereinigung Svenska Turistföreningen übernahm den Hof nach dem Tod von Hammarskjöld im Jahr 1961 und richtete dort ein Museum ein, das Dokumente seiner Arbeit bei den Vereinten Nationen zeigt. Der Südflügel des Hofes dient als Sommerresidenz der Mitglieder der Schwedischen Akademie. Nach Renovierungsarbeiten wurde das Museum 2018 wiedereröffnet und steht Besuchern in den Sommermonaten offen.